# 爪哇虹銀漢魚
爪哇虹銀漢魚，為輻鰭魚綱銀漢魚目虹銀漢魚科的其中一種，分布於新幾內亞Ajamaru湖淡水流域，為熱帶魚類，體長可達8.5公分，棲息在底中層水域，生活習性不明。